# 네팔 여자 축구 국가대표팀
네팔 여자 축구 국가대표팀은 네팔을 대표하는 여자 축구 국가대표팀으로 네팔 축구 협회가 관리한다. 아시아에서 손꼽히는 약체 중 하나이지만 남아시아 지역에서는 인도, 방글라데시와 함께 강세를 보이는 팀이기도 하며 홍콩과의 1986년 AFC 여자 축구 선수권 대회 B조 조별리그 1차전에서 국제 A매치 첫 경기를 치렀으며 현재 FIFA 여자 월드컵과 하계 올림픽 본선 경험은 전무하다.

## 국제 대회 경력

### AFC 여자 아시안컵
1980년대 중반 팀이 만들어진 이후 3번의 대회(1986년, 1989년, 1999년)에 출전했지만 모두 전패를 기록하며 조별리그 탈락의 고배를 마셔야만 했다.

### SAFF 여자 챔피언십
SAFF 여자 챔피언십에는 7번 모두 출전하여 4강에 머물렀던 2016년 대회를 제외한 나머지 6번의 대회에서 모두 준우승을 차지했다.

### 남아시아 경기 대회
2010년 남아시아 경기 대회를 시작으로 3번의 대회에 참가하여 모두 은메달을 획득했으나 아직 금메달은 따내지 못하고 있다.

### WAFF 여자 챔피언십
2024년 대회에서 괌과 함께 초청팀 자격으로 참가하여 5경기 4승 1무의 성적을 거두며 준우승을 차지하는 성과를 거두었다.

## 성적

### AFC 여자 아시안컵
- 1975년 ~ 1983년: 불참
- 1986년 ~ 1989년: 조별리그
- 1991년 ~ 1997년: 불참
- 1999년: 조별리그
- 2001년 ~ 2018년: 불참

### SAFF 여자 챔피언십
- 2010년 ~ 2014년: 준우승
- 2016년: 4강
- 2019년: 준우승

### 남아시아 경기 대회
- 2010년 ~ 2019년: 은메달

## 같이 보기
- 네팔 축구 국가대표팀
- 네팔 U-17 축구 국가대표팀